# دعوى قضائية على البابا
دعوى قضائية على البابا (بالإنجليزية: Suing the Pope)‏ هو وثائقي اصدر آذار / مارس 2002 لكولم اوجورمان الذي ولد عام (1966) و هو أحد ضحايا الاعتداءات الجنسية في أيرلندا و بمساعدة هيئة الاذاعة البريطانية و يروي الوثائقي تفاصيل الأنشطة المسيئة للكاهن سيان فورتشن واستجابة أبرشية فرنس لأنشطته على مر السنين. ونتيجة لذلك استقال الاسقف برندان كومسكي، أسقف فرنس، بسبب سوء معاملته لهذه القضية الحساسة. وكان قد وصف فورتشن بأنه "من المستحيل عمليا التعامل معه"
الوثائقي حصل على جائزة من الأكاديمية البريطانية لفنون الفيلم والتلفزيون.

## اقرأ أيضًا
- الجرائم الجنسية والفاتيكان
- حالات الاعتداء الجنسي الكاثوليكية
- تقرير مورفي
- برندان سميث (قس)
- تقرير جون جاي

## وصلات خارجية
- دعوى قضائية ضد البابا - كولم اوجورمان (موقعه الشخصي بالإنجليزية)
- دعوى قضائية ضد البابا (من البي بي سي (الإنجليزية))

1. 1 2  مذكور في: تفريغات بيانات Freebase. الناشر: جوجل.